# Джозая Веджвуд
Джозайя Веджвуд (англ. Josiah Wedgwood, 12 липня 1730, Берслем, Англія — 3 січня 1795, Етрурія, Англія) — англійський кераміст та аболіціоніст. У 1769 в заснованому ним селищі Етрурія відкрив фабрику художніх фаянсових виробів «Джозайя Веджвуд і сини», на якій виготовляли посуд і декоративні пластини з рельєфними композиціями на античні теми. Зробив значний вплив на розвиток англійського глиняного виробництва, що стало після того взірцевим у всьому світі.
Його дорогі товари користувалися великим попитом у вищих класів, тоді як він використовував ефект наслідування, щоб продати дешевші вироби для менш заможних верств суспільства. Кожен новий винахід Веджвуда ― зелена глазур, кремовий посуд, чорний базальт та яшма ― швидко копіювався. Він досяг ефективності у виробництві та збуті. Його виставкові зали в Лондоні дали публіці можливість побачити його повний асортимент посуду.
За його життя компанія Веджвуда ніколи не виготовляла порцеляни, але спеціалізувалася на витончених глиняних та кам'яних виробах, які мали багато однакових властивостей, але були значно дешевшими. Він докладав великих зусиль, щоб дизайн його виробів відповідав сучасній моді. Веджвуд був першим розробником трансферного друку, який давав ефект, подібний до ручного живопису, за набагато нижчу вартість.

## Біографія

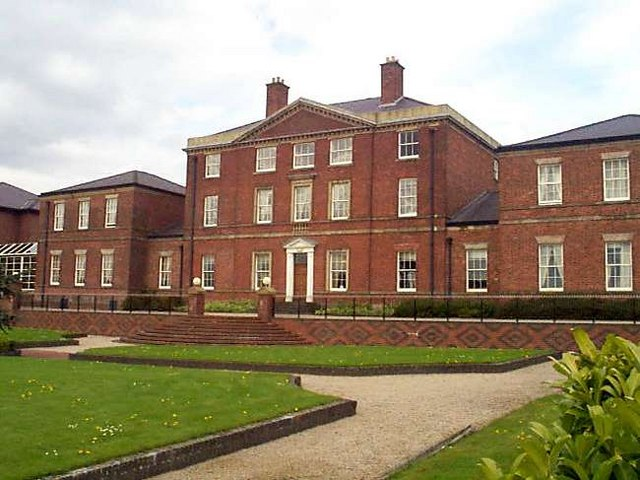
Родинний будинок Етрурія Холл, побудований в 1768–1771 роках Джозефом Пікфордом. Він був реставрований в рамках фестивалю садів у Сток-он-Трент у 1986 році і зараз є частиною чотиризіркового готелю.

### Ранні роки
Народився в Берслемі, Стаффордшир, став одинадцятою і останньою дитиною гончара Томаса Веджвуда († 1739) та Мері Веджвуд (до шлюбу Стрінгер; † 1766). Джозая виховувався в родині англійських дисидентів; був онуком унітарського міністра і активним унітаристом. До дев'яти років проявив себе досвідченим гончарем. У дитинстві, захворівши на віспу, він вижив і став підмайстром-гончарем при своєму старшому братові Томасові Веджвуду IV. Після віспи у Джозаї залишилось ослаблене коліно, що не дозволяло йому працювати ножною педаллю гончарного круга. Тому він змалку зосередився на розробці дизайну гончарних виробів, а потім робив їх за участю інших гончарів. Його батько та брат виробляли недорогу кераміку низької якості, чорну та поцятковану.
Після свого двадцятиріччя Веджвуд почав співпрацювати з найвідомішим англійським виробником кераміки того часу Томасом Вілдоном, який з часом став його бізнес-партнером у 1754 році. Веджвуд також почав вивчати нову хімічну науку, прагнучи зрозуміти матеріалознавство, зокрема, що стосується вогню, глини та мінералів, а також розробити кращі глини та глазурі для гончарства. Після нещасного випадку в 1762 році Джозая зустрів Джозефа Прістлі, іншого дисидента і хіміка, який дав йому поради з хімії.
Веджвуд експериментував з найрізноманітнішими техніками. В той же час сусіднє промислове місто Манчестер активно розвивалося. Натхненний, Веджвуд орендував завод у місті Берслем. У 1768–1780 роках він співпрацював із Томасом Бентлі, досвідченим бізнесменом з вишуканим смаком із поміщицької родини. Протягом наступного десятиліття його експерименти (і значне вливання капіталу від шлюбу із заможною далекою родичкою) перетворили кволі ремісничі роботи на першу справжню фабрику гончарства.

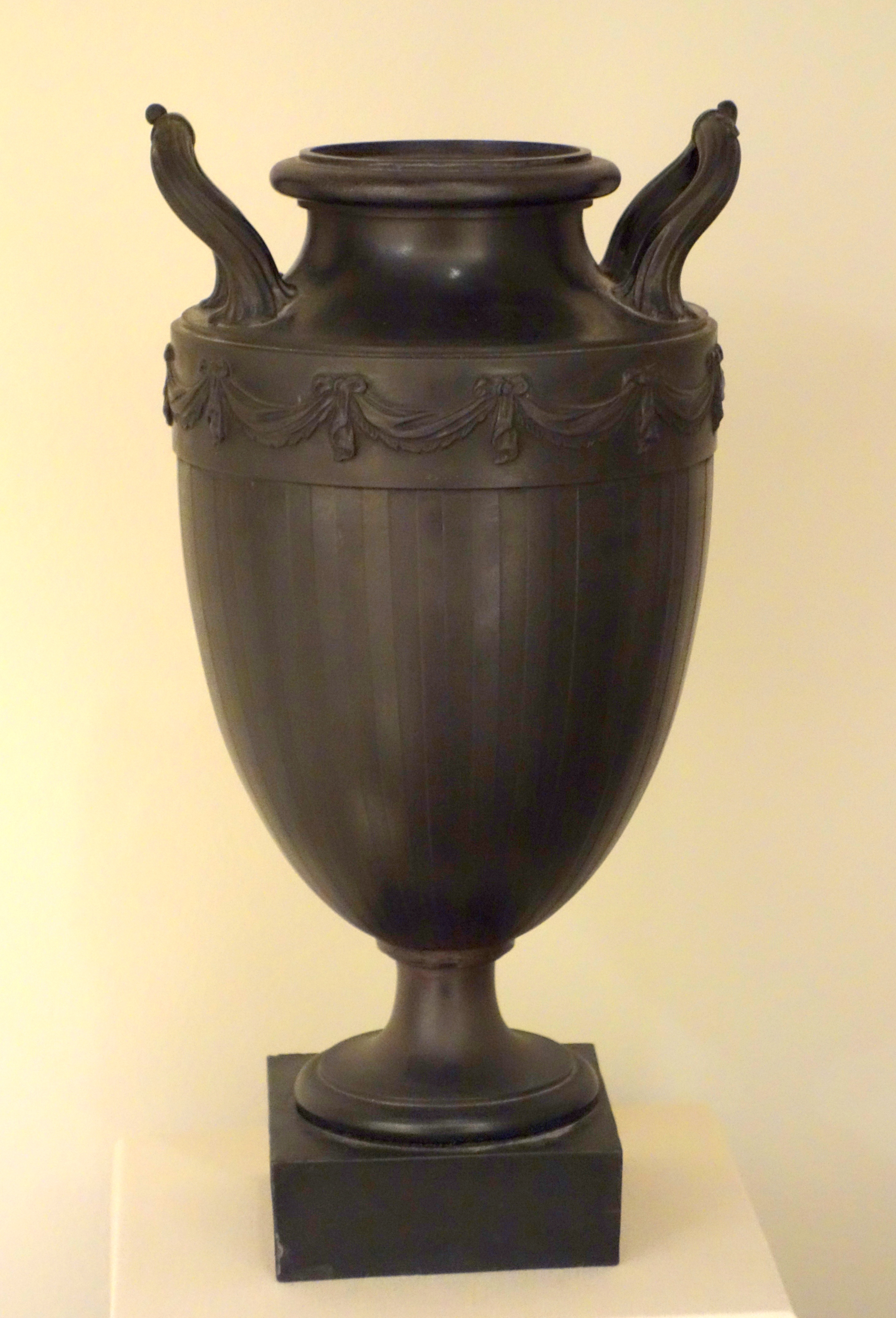
Ваза на підставці з перевернутою шиєю, Джозайя Веджвуд і сини та Томас Бентлі, до 1780 року, чорний базальт. Музей мистецтв у Чейзені, Медісон, штат Вісконсин.

### Шлюб і діти
У січні 1764 року Веджвуд одружився з Сарою Веджвуд (1734–1815), своєю троюрідною кузиною. У них було вісім дітей:
- Сюзанна Веджвуд (3 січня 1765 - 1817), дружина Роберта Дарвіна, мати англійського натураліста Чарльза Дарвіна. Чарльз одружився з Еммою Веджвуд, своєю кузиною. Подвоєний таким чином спадок родинного багатства Веджвуда, накопиченого його дідом, дав Чарльзу Дарвіну вільний час для формулювання своєї теорії еволюції.
- Джон Веджвуд (1766–1844), приєднався до бізнесу досить неохоче, головним чином зацікавившись садівництвом.
- Річард Веджвуд (1767–1768) (помер у дитинстві).
- Джозайя Веджвуд II (1769–1843) (батько Емми Дарвін, кузини та дружини Чарльза Дарвіна).
- Томас Веджвуд (1771–1805) (не мав дітей), найвідоміший як фотограф-новатор.
- Кетрін Веджвуд (1774–1823) (не мала дітей).
- Сара Веджвуд (1776–1856) (не мала дітей, активістка аболіціоністського руху та членкиня-засновниця Бірмінгемського жіночого товариства допомоги темношкірим рабам, першого жіночого товариства проти рабства).[12]
- Мері Енн Веджвуд (1778–1786) (померла в дитинстві).

### Робота

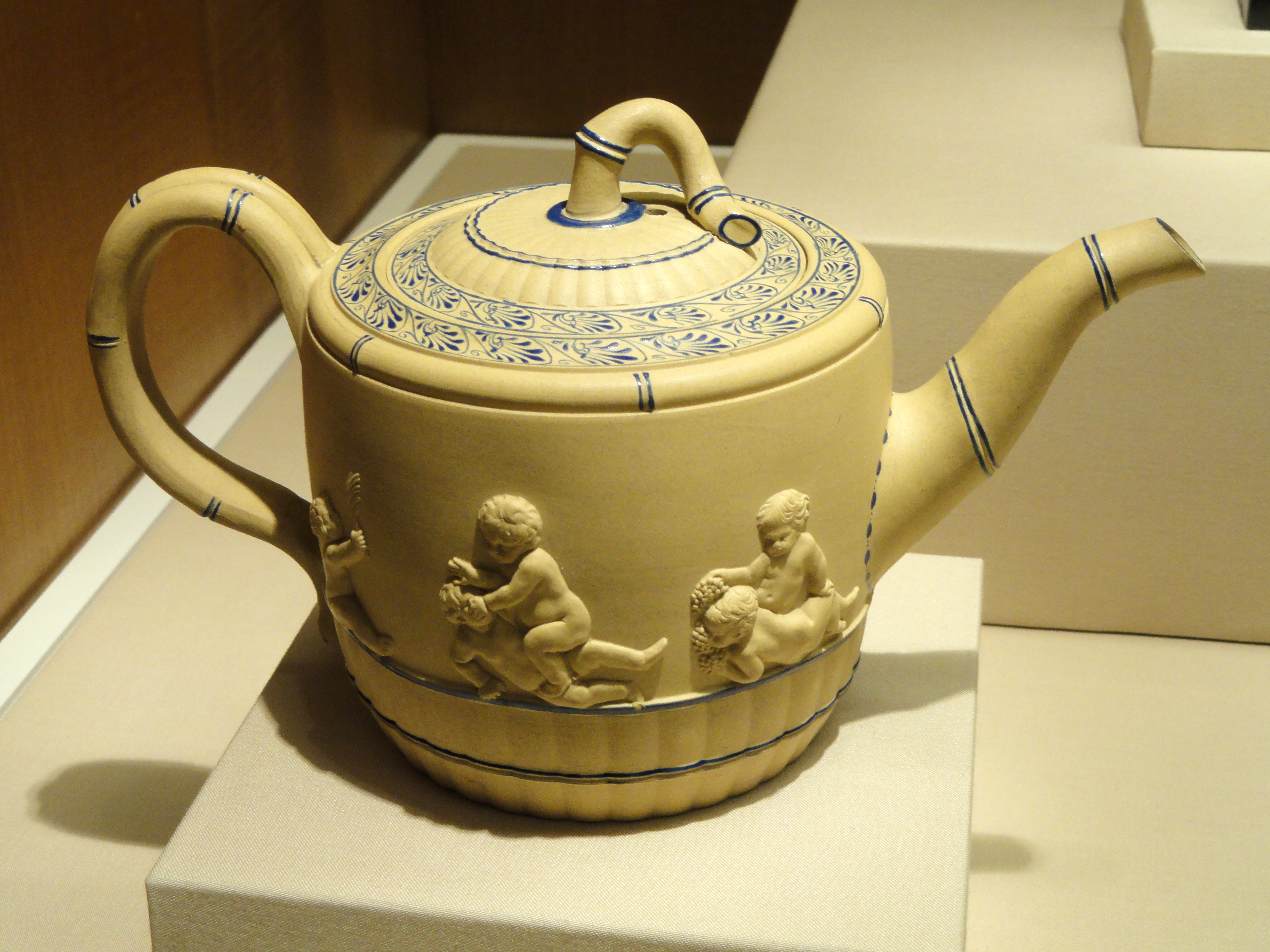
Чайник, Веджвуд, «тростини», 1780–1785. Музей мистецтв Нельсона-Аткінса, Міссурі.

Веджвуд був зацікавлений у наукових досягненнях свого часу, щоб на їх основі розробити підходи та методи підвищення якості своєї кераміки. Його унікальні глазурі почали відрізняти його товари від усіх інших на ринку.
До 1763 року він отримував замовлення від представників найвищих верств британської шляхти, включаючи королеву Шарлотту. Веджвуд переконав її дозволити йому назвати лінію кераміки, яку вона придбала, «посуд королеви», і використовував це в рекламних цілях, зробивши відповідні написи на своєму канцелярському та поштовому папері. Все, що робив Веджвуд для королеви, автоматично виставляли на огляд перед відправленням. У 1764 році він отримав своє перше замовлення з-за кордону. Веджвуд продавав свій «посуд королеви» за доступними цінами всюди, де плавали британські торгові кораблі. У 1767 році він написав: «Попит на цей посуд так званого кремового кольору, кольору слонової кістки, посуд королеви продовжує зростати ― дивовижно, як швидко його використання поширилося майже на всю земну кулю».

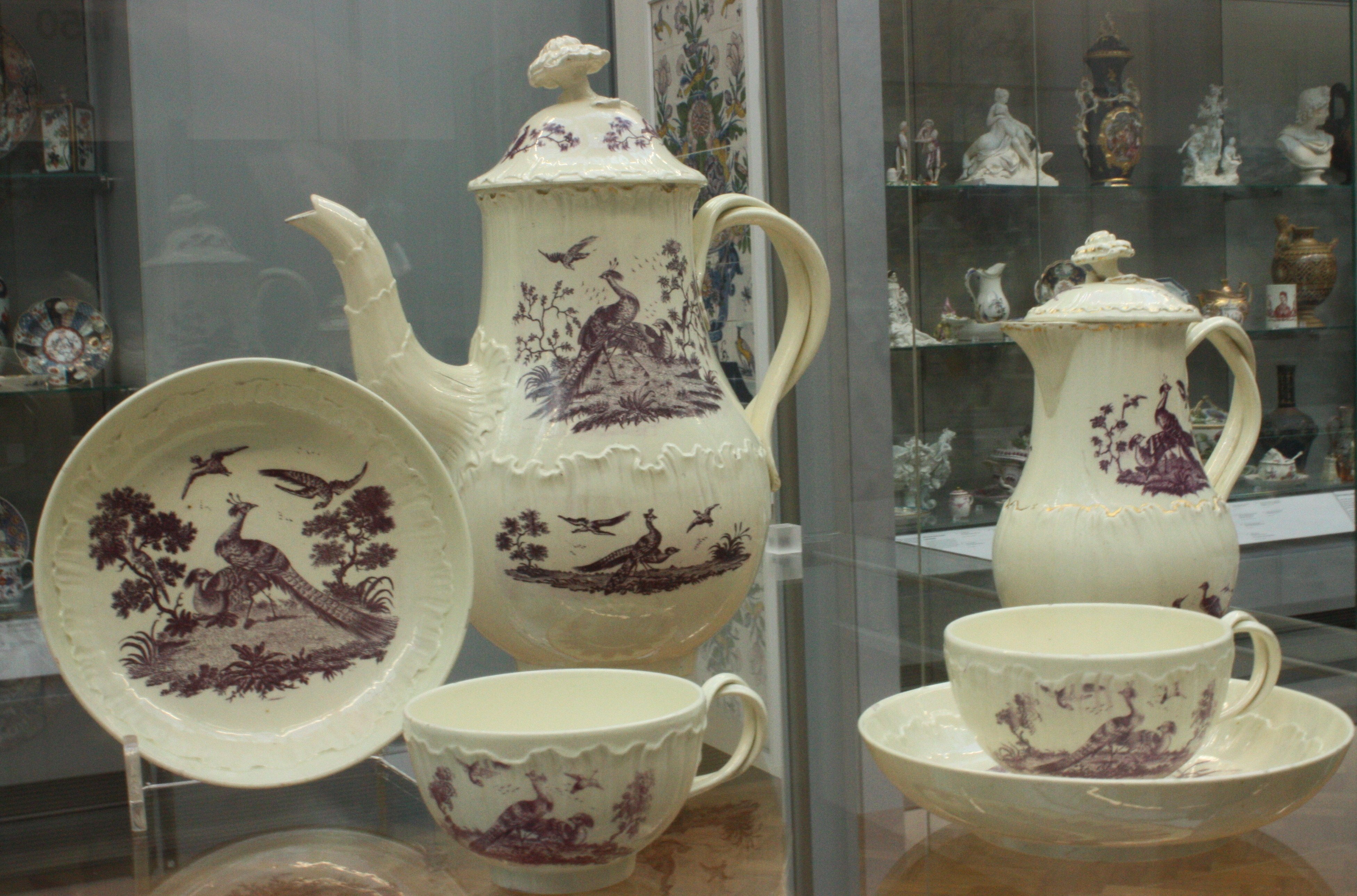
Сервіз для чаю та кави Веджвуд, 1765 рік, виставлений у музеї Вікторії та Альберта, Лондон. Кремовий посуд Веджвуда був надзвичайно популярним як дешевший еквівалент порцеляни.

Вперше він відкрив склад на Чарльз-стріт, Мейфер у Лондоні ще в 1765 році, і незабаром він став невід'ємною частиною його організації продажу. За два роки торгівля переросла його кімнати на площі Гросвенор. У 1767 році Веджвуд і Бентлі уклали угоду про розподіл декоративних виробів між собою, побутові товари продавались від імені Веджвуда. Було споруджено спеціальну вітрину, щоб привернути увагу світського товариства. Фактично заклад Веджвуда став одним із наймодніших місць для зустрічей у Лондоні. Його працівникам доводилося працювати день і ніч, щоб задовольнити попит, а натовпи відвідувачів не зменшувалися. Численні оздоблення, розкішні кольори та загальна позолота рококо були забуті, велич бароко стала несмаком; витонченість шинуазрі втратила своїх прихильників. Був попит на чистоту, простоту та античність. Щоб заохотити та пришвидшити поширення цієї моди, Веджвуд створив склади та виставкові зали у Баті, Ліверпулі та Дубліні, окрім тих, що були в Етрурії та Вестмінстері. Часто вихід у продаж нових товарів затримували, щоб посилити резонанс від їх появи.

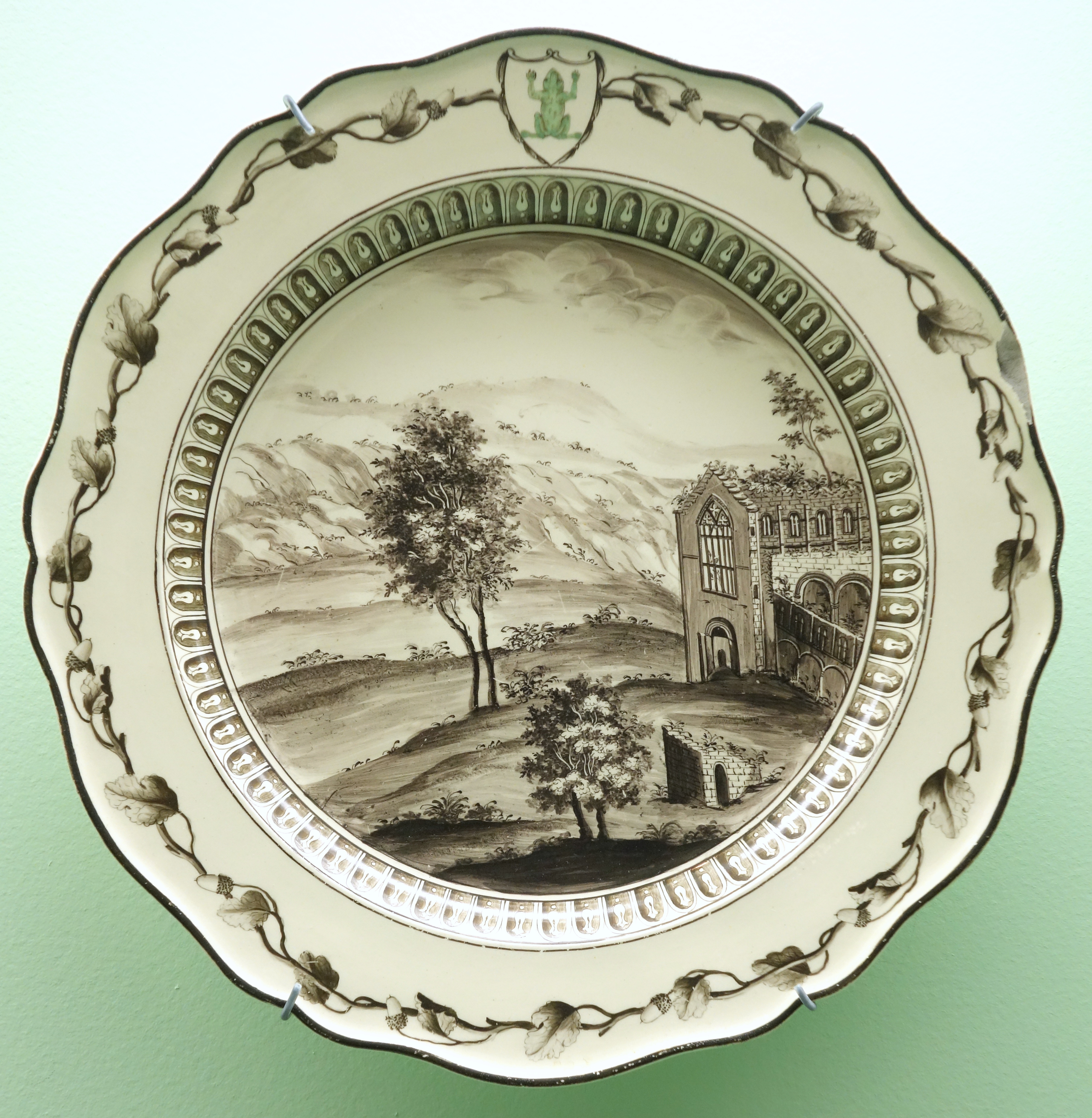
Веджвуд, 1774 рік, кремовий посуд. Тарілка сервізу із зеленою жабою для Катерини II з Росії, Бруклінський музей, Нью-Йорк

Найважливішим із ранніх досягнень Веджвуда у виробництві ваз було вдосконалення корпусу з чорного каменю, який він назвав «базальтом». Цей матеріал міг імітувати колір і форми етруських або грецьких ваз, які розкопували в Італії. У 1769 році у Лондоні вази були в моді; він відкрив нову фабрику під назвою Етрурія, на північ від Стока. Веджвуд став тим, ким хотів бути: «Головним виробником ваз для всесвіту». Близько 1771 року він почав експериментувати з яшмою, але декілька років не афішував цей новий продукт.
У сера Джорджа Стрікленда, 6-го баронета, попросили поради щодо отримання зразків з Риму. Позолота втрачала популярність, і приблизно в 1772 році Веджвуд зменшив кількість «набридливої позолоти» у відповідь на пропозиції сера Вільяма Гамільтона. Коли англійське суспільство оголосило оголені класичні постаті «занадто непристойними» на їхній смак, а пристрасність грецьких богів ― занадто очевидною, Веджвуд хутко замаскував їхню язичницьку нескромність ― суконь для дівчат та фігового листя для богів було зазвичай достатньо.
Веджвуд сподівався монополізувати аристократичний ринок і тим самим закріпити за своїми товарами спеціальні соціальні відзнаки, які б сприяли їхньому поширенню серед всіх верств суспільства. Веджвуд повністю усвідомив цінність такого ходу і максимально використав його, давши своїй кераміці ім'я її покровителя, наприклад: посуд королеви, королівський візерунок, російський візерунок, вази Бедфорда, Оксфорда та Четвінда. Володіють вони оригіналами чи лише копіями товарів Веджвуда не мало великого значення для їхніх клієнтів. У 1773 році було опубліковано перший Орнаментальний каталог, ілюстрований довідник форм. Декоративна тарілка в блакитному гончарному стилі Веджвуда, що позначає місце його лондонських салонів між 1774 і 1795 роками в Веджвуд-Мьюс, розташована за адресою: 12, Грецька вулиця, Лондон, W1.

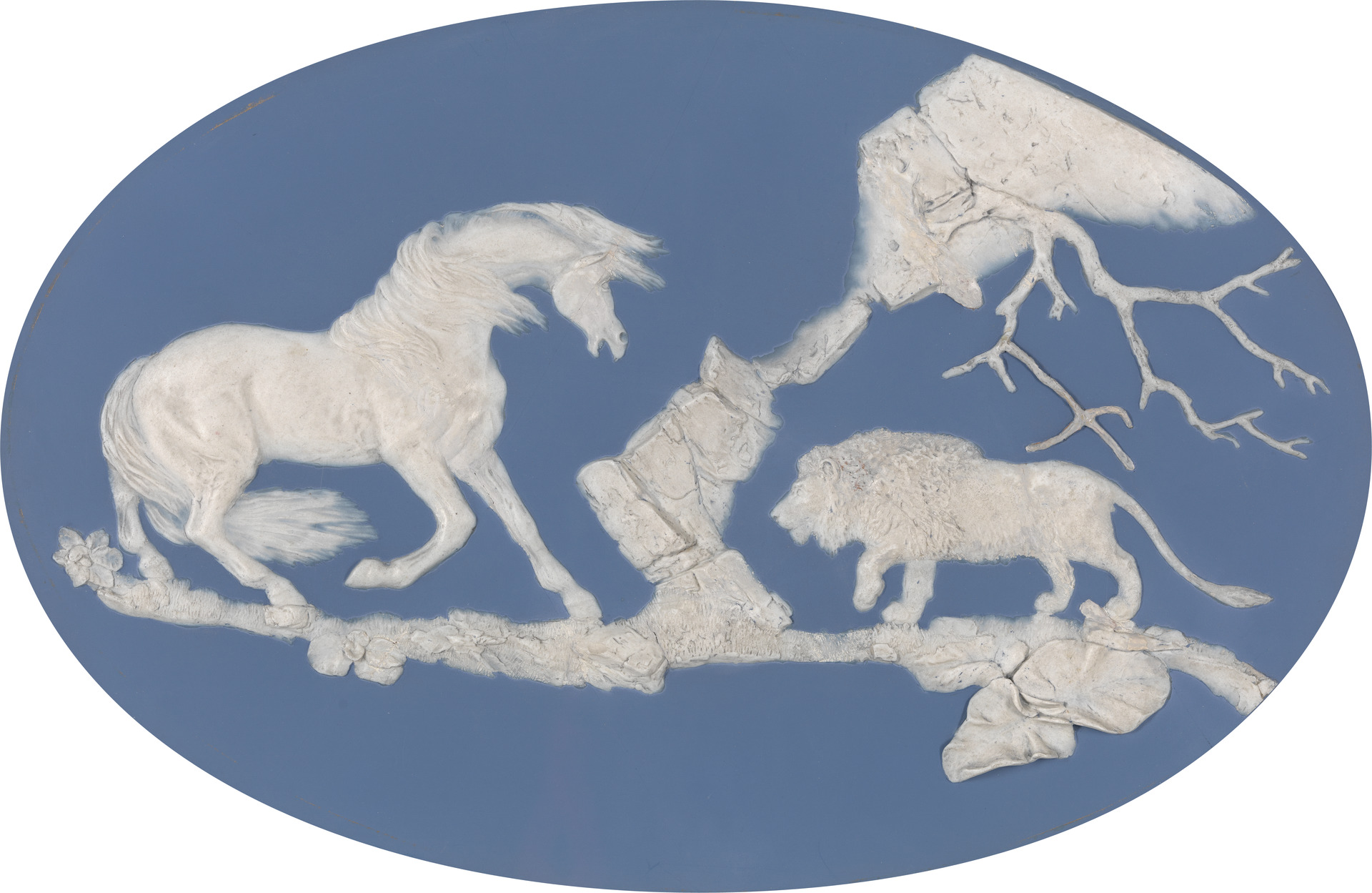
Кінь, сполоханий левом. Яшма Веджвуда та Томаса Бентлі, за Джорджем Стаббсом, 1780.

У 1773 році імператриця Катерина ІІ замовила у Веджвуда сервіз із (зеленою) жабою, що складається з 952 предметів із зображенням понад тисячі оригінальних картин, для палацу Кекерекексінен (палац на жаб'ячому болоті (фінською) ), пізніше відомий як Чесменський палац. Більшість малюнків була виконана в студії декору Веджвуда в Челсі. Виставивши сервіз на огляд, подумав Веджвуд, «ми привабимо сюди величезну кількість людей моди». Більше місяця модний світ юрмився в цих кімнатах і блокував вулиці своїми екіпажами. Катерина заплатила 2700 фунтів стерлінгів. Цей сервіз можна побачити в Ермітажі. Зовсім невигідні самі по собі, такі виставки мали величезну рекламну цінність.

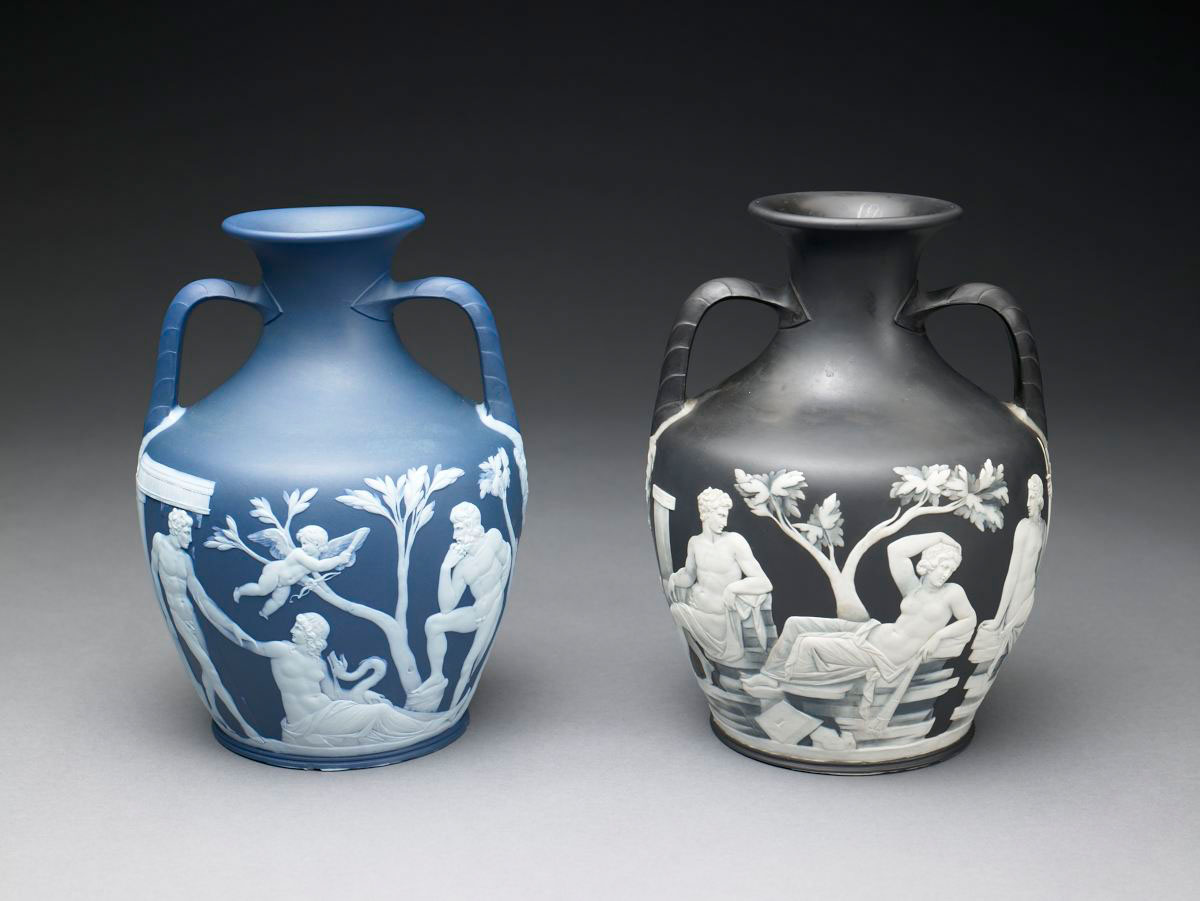
Портлендська ваза-копія, Веджвуд (близько 1789)

Як провідний промисловець, Веджвуд був основним спонсором каналу Трент і Мерсі, викопаного між річкою Трент і річкою Мерсі, і в цей час він заприятелював з Еразмом Дарвіном. Пізніше в тому ж десятилітті його успіхи в бізнесі змусили його перейти від меншого заводу до новозбудованого заводу Етрурія, який діятиме впродовж 180 років. Фабрика була названа на честь району Етрурія в Італії, де знаходили чорну порцеляну етруських часів. Веджвуду він сподобався, і його першим великим комерційним успіхом було тиражування, як він його назвав, «чорного базальту». Він поєднував експерименти у своєму мистецтві та техніці масового виробництва з цікавістю до покращення доріг, каналів, шкіл та умов життя. В Етрурії він навіть побудував село для своїх робітників. Гасло «Sic fortis Etruria crevit» було написане над головним входом заводу.
Невдовзі після відкриття нового заводу проблеми з ураженим віспою коліном призвели до необхідності ампутації правої ноги. У 1780 році давній бізнес-партнер Веджвуда Томас Бентлі помер, і він звернувся до Дарвіна за допомогою у веденні бізнесу. В результаті тісного спілкування родин Веджвудів і Дарвінів, старша дочка Джозайї пізніше одружиться з сином Еразма.
Щоб закріпити за собою позицію лідера нової моди, він шукав знамениту вазу Барберіні як остаточне випробування своєї технічної майстерності. Одержимістю Веджвуда було копіювати Портлендську вазу, темносиньо-білу скляну вазу, датовану першим століттям до нашої ери. Він працював над проектом три роки, врешті-решт зробивши, як вважав, задовільну копію в 1789 році.
У 1784 році Веджвуд експортував майже 80% усієї своєї продукції. До 1790 року він продавав свої товари в усіх містах Європи. Щоб дати своїм клієнтам більше відчуття винятковості його товарів, він суворо обмежив кількість виставлених для огляду яшм.

### Смерть
Передавши компанію своїм синам, Веджвуд помер вдома, ймовірно, від раку щелепи в 1795 році. Через три дні його поховали у парафіяльній церкві Сток-он-Тренту. Через сім років там встановили мармурову меморіальну табличку на замовлення його синів.

## Спадщина та вплив
— Сер Говард Стрінгер, голова корпорації Sony, 2012.

Портрет Джозайї Веджвуда

Один із найбагатших підприємців 18 століття, він, виробляючи товари, намагався відповідати вимогам споживчої революції та зростанню добробуту середніх класів, що сприяло промисловій революції у Великій Британії, його також зараховують до винахідників сучасного маркетингу. Веджвуд вперше запровадив пряму поштову розсилку, гарантії повернення грошей, самообслуговування, мандрівних продавців, переносні скриньки зі зразками для демонстрації, безкоштовну доставку, ілюстровані каталоги та пропозиції придбання двох товарів за ціною одного. Веджвуда також відзначають як першовідкривача / засновника принципів управлінського обліку в «Археології систем бухгалтерського обліку» Ентоні Гопвуда.
Він був другом і комерційним конкурентом гончара Джона Тернера старшого. Для більшого комфорту своїх іноземних покупців він найняв франко-, німецько-, італійсько- та голландськомовних клерків і відповідав на їхні листи рідною мовою.
Веджвуд належав до п’ятого покоління родини гончарів, традиційні заняття яких тривали ще п’ять поколінь. Компанія Веджвуда і сьогодні є відомим брендом кераміки (як частина Вотерфорд Веджвуд; див. Кришталь Вотерфорда), а «Веджвуд Китай» іноді використовується як термін для його яшми, кольорового кам'яного посуду з нанесеним рельєфним декором (зазвичай білого кольору), досі поширеного у всьому світі.

## Аболіціонізм

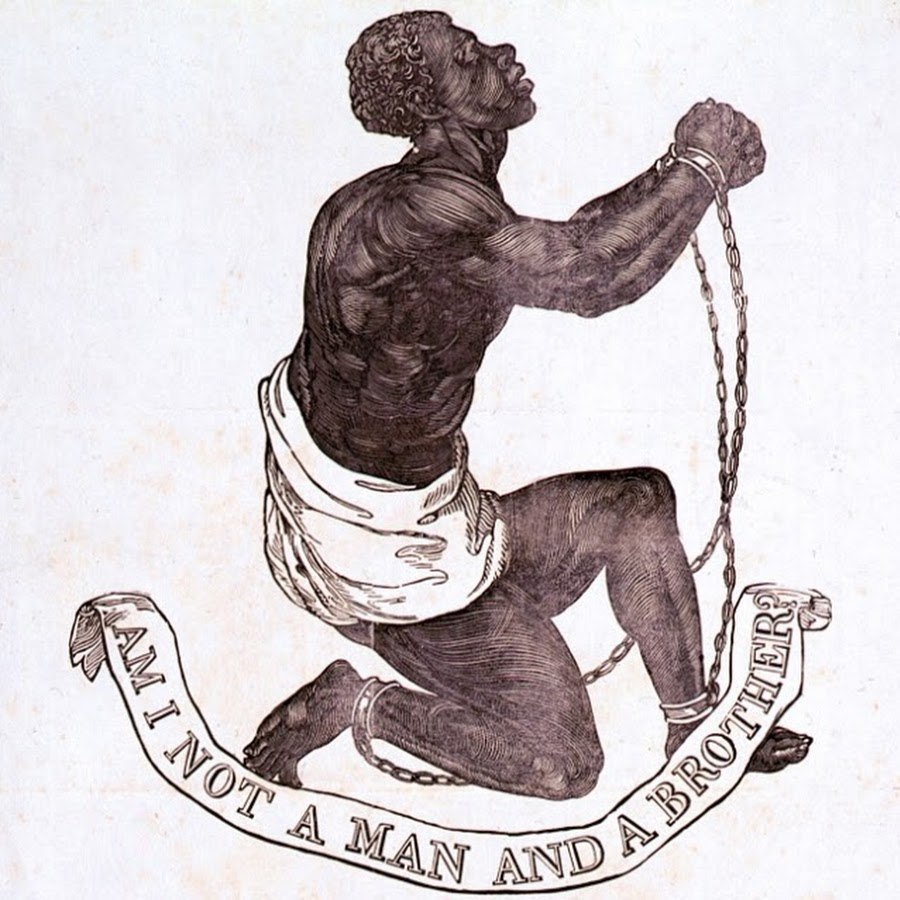
«Хіба я не чоловік і брат?» Дизайн медальйону, створеного Веджвудом в рамках кампанії проти рабства, 1787 рік

Веджвуд був видатним аболіціоністом. Його дружба з Томасом Кларксоном ― борцем за скасування рабства і першим істориком британського аболіціоністського руху ― викликала його інтерес до рабства. Камеї із зображенням печатки Товариства сприяння скасуванню работоргівлі масово вироблялися Веджвудом і широко розповсюджувалися. Медальйон Веджвуда був найвідомішим образом чорношкірої людини у всьому мистецтві 18 століття. Фактичний дизайн камео, мабуть, був виконаний Вільямом Геквудом або Генрі Веббером, які працювали модельєрами на його фабриці в Сток-он-Тренті.
З 1787 року і до смерті в 1795 році Джозайя Веджвуд брав активну участь у справі скасування рабства. Його рабський медальйон привернув увагу громадськості до цієї проблеми. Веджвуд відтворив дизайн у вигляді камеї з чорною фігурою на білому тлі і подарував сотні товариству для розповсюдження. Томас Кларксон писав: «дами носили їх у браслетах, а інші носили замість прикрас, як шпильки для волосся. Врешті-решт вони стали дуже розповсюдженими, а, отже, мода, яка зазвичай обмежується нікчемними речами, одного разу була залучена до сприяння почесній справі справедливості, людяності та свободи».
Дизайн медальйону став популярним і йому знаходили й інше застосування: масштабні копії малювали, щоб повісити на стіни, зображували на глиняних тютюнових люльках.

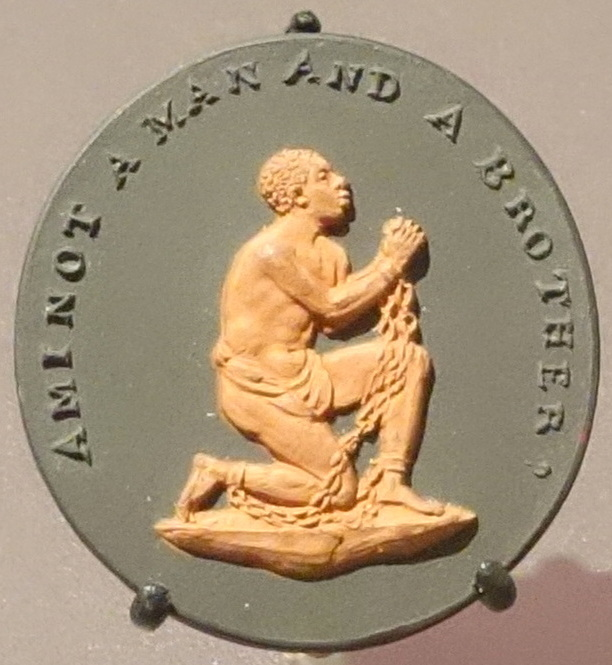
Вільям Геквуд. Медальйон, після 1786 року. Бруклінський музей

## Винаходи
Веджвуд був обраний до Королівського товариства в 1783 році за розробку методу вимірювання надзвичайно високих температур, яких досягають в печах під час випалювання кераміки, та відповідної йому шкали температур, що отримала назву «шкала Веджвуда».
Він був активним членом Місячного товариства Бірмінгему, засідання якого часто проводили в будинку Еразма Дарвіна. На пам'ять про членів товариства у 1999 році у Бірмінгемі було встановлено Місячні камені.

## Інше
На згадку про висадку Першого флоту в Сіднейській бухті в січні 1788 року, Веджвуд виготовив медальйон Сіднейської бухти, використовуючи зразок глини з бухти від сера Джозефа Бенкса, який той отримав у свою чергу від губернатора Артура Філіпа. Веджвуд виготовив пам’ятний медальйон, демонструючи алегоричну групу, яку описують так: «Надія заохочуватиме мистецтво та працю, під впливом миру продовжувати роботу, необхідну для того, щоб забезпечити безпеку і щастя новонародженому поселенню».

## Зовнішні посилання
- Wedgwood website [Архівовано 5 січня 2009 у Wayback Machine.]
- Wedgwood Museum [Архівовано 25 січня 2007 у Wayback Machine.]